# Norman Thomas

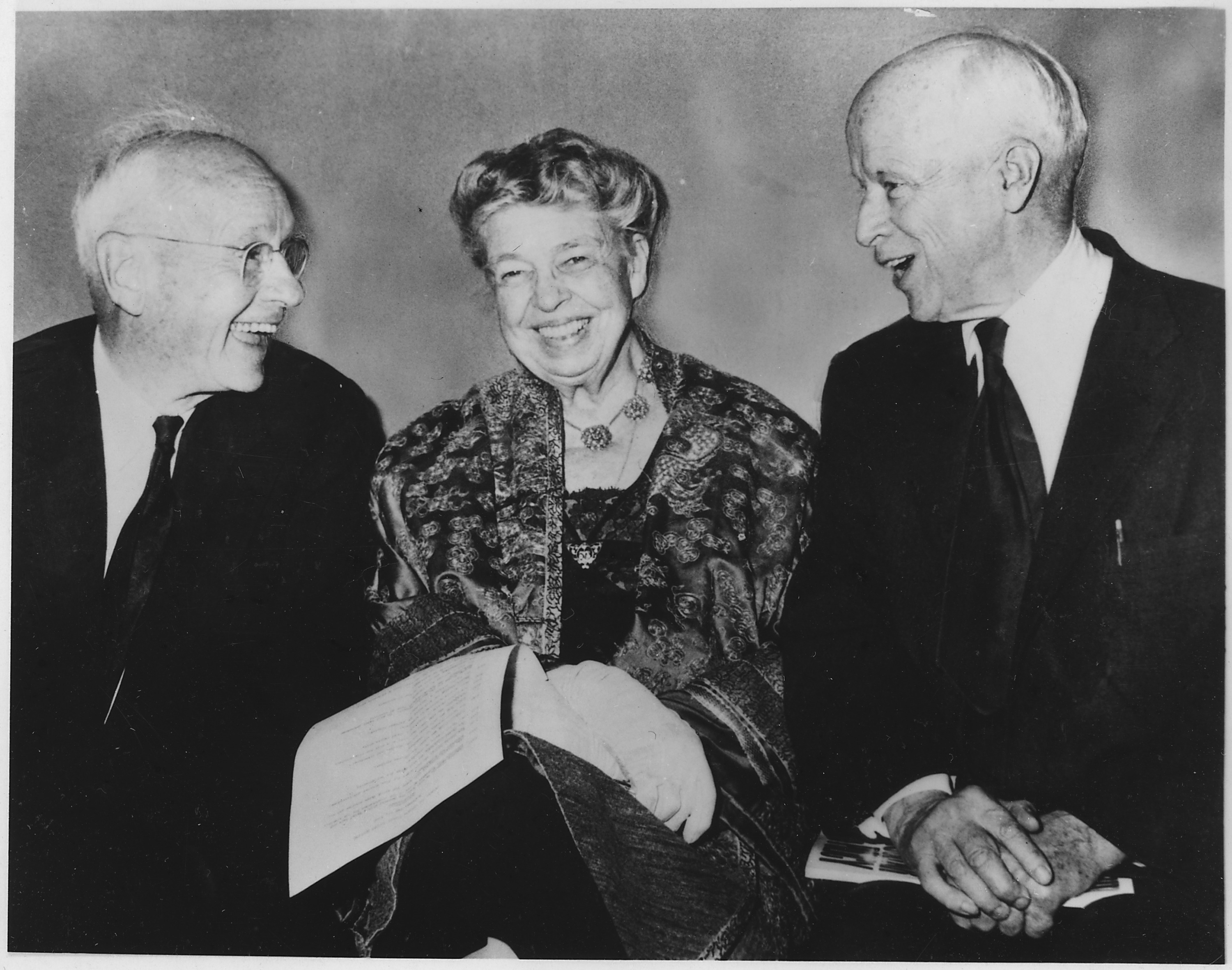
Norman Thomas (till vänster) med Eleanor Roosevelt och Alf Landon 1960.

Norman Mattoon Thomas, född 20 november 1884 i Marion i Ohio, död 19 december 1968 i Huntington i delstaten New York, var en amerikansk socialistisk politiker och partiledare för Socialist Party of America.
Norman Thomas efterträdde Eugene Debs som partiledare för Socialist Party of America, för vilket han även ställde upp som presidentkandidat vid sex tillfällen mellan 1928 och 1948. Thomas, som till en början sympatiserade med bolsjevikernas revolution i Ryssland 1917, tog snart avstånd från kommunismen och företrädde det han kallade den demokratiska socialismen.